# Theresa Grillo Michel

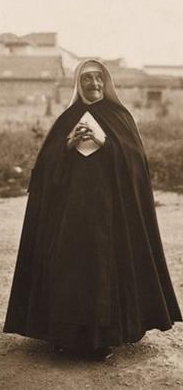
Theresa Magdalena

Theresa Magdalena Grillo Michel, italienisch: Teresa Grillo Michel PSDP (* 25. September 1855 in Marengo (Alessandria) als Maria Antonia Grillo; † 25. Januar 1944 in Alessandria) ist eine italienische Selige und Ordensgründerin.

## Leben und Wirken
Theresa Grillo wurde als letztes von fünf Kindern des Krankenhausleiters Giuseppe Grillo und Maria Antonietta Parvopassau geboren und am Tag nach ihrer Geburt getauft. Zunächst besuchte sie die Schule in Turin. 1867 starb ihr Vater und sie begann ein Studium am Kolleg der englischen Fräulein in Lodi, das sie 1873 abschloss.
1877 heiratete sie Infanterieleutnant Giovanni Michel. Sie zogen nach Kampanien, Sizilien und Neapel. Ihr Mann starb 1891 in Neapel bei einer Parade am Hitzschlag. Daraufhin kehrte sie nach Spinetta Marengo zurück.
Sie geriet in Depressionen und las auf Anraten ihres Beichtvaters die Lebensgeschichte von Giuseppe Benedetto Cottolengo. Sie beschloss, ihr Leben den Armen und Bedürftigen zu widmen und trat am 14. Januar 1893 dem Dritten Orden der Franziskaner bei. Sie verkaufte ihren Palast und zog in ein kleines Haus. Ihr Brautkleid spendete sie einer Kapuzinerkirche.
1899 gründete sie auf Anregung von Joseph Capecci, Bischof von Alessandria, die Kongregation der kleinen Schwestern von der göttlichen Vorsehung. Gemeinsam mit acht Gefährtinnen legte sie die Gelübde, nahm den Ordensnamen Theresa Magdalena an und war die erste Oberin des Ordens, welcher im Jahr 1900 eine Niederlassung in Brasilien gründete. Im Lauf ihres Lebens reiste sie achtmal nach Brasilien.
Theresa wurde am 24. Mai 1998 von Papst Johannes Paul II. in Turin seliggesprochen.
Ihr liturgischer Gedenktag ist der 25. Januar. Der Orden und das Bistum Alessandria gedenken ihrer am 23. Januar.